# إي. باور بيغز
إي. باور بيغز (بالإنجليزية: E. Power Biggs)‏ هو عازف الأرغن وملحن أمريكي، ولد في 29 مارس 1906 في وستكليف أون سي في المملكة المتحدة، وتوفي في 10 مارس 1977 في كامبريدج في الولايات المتحدة بسبب مرض.

## وصلات خارجية
- إي. باور بيغز على موقع الموسوعة البريطانية (الإنجليزية)
- إي. باور بيغز على موقع ميوزك برينز (الإنجليزية)
- إي. باور بيغز على موقع إن إن دي بي (الإنجليزية)
- إي. باور بيغز على موقع أول ميوزيك (الإنجليزية)
- إي. باور بيغز على موقع ديسكوغز (الإنجليزية)